# Ventricule droit à double sortie
 Mise en garde médicale

Cœur normal

Le ventricule droit à double sortie (en anglais : Double outlet right ventricule) est une cardiopathie congénitale. Alors que dans le cœur normal l'aorte sort du ventricule gauche et l'artère pulmonaire sort du ventricule droit, dans cette malformation l'aorte et l'artère pulmonaire sortent du ventricule droit.

Le diagnostic anténatal de cette malformation est possible et optimise la survie et la prise en charge de l'enfant. Cette cardiopathie est compatible avec la vie à la naissance s'il existe une communication inter-ventriculaire associée.
L'intervention chirurgicale se fait à un ou deux mois de vie.